# Can Móra de Baix
|  | Aquest article tracta sobre Can Móra de Baix de Sant Vicenç de Montalt. Vegeu-ne altres significats a « Can Móra (desambiguació)». |

Can Mora de Baix és una masia de Sant Vicenç de Montalt (Maresme) inclosa a l'Inventari del Patrimoni Arquitectònic de Catalunya.

## Descripció
Edifici del segle xvi de planta baixa i dos pisos, amb modificacions dels segles XVII, xviii i xix, que inclouen reixes, balcons i les arcades neoclàssics. Porta d'entrada amb dovelles de pedra, les altres obertures també són de pedra. Hi ha un rellotge de sol a la façana, així com l'escut de la família Mora-Buet.
Té un gran pati al davant i a continuació un altre edifici més petit, que és una casa de planta baixa i pis, amb coberta a dues aigües.
A la casa principal hi ha finestres de ferro rodó treballat a mà, entrecreuades en angle recte, com que sobresurt hi ha a cada cantó un element decoratiu també de ferro. A la llinda d'aquesta finestra hi ha l'escut de la casa.